# Theo van Gogh (nhà buôn tranh)
Theodorus (Theo) van Gogh (1 tháng 5 năm 1857 - 25 tháng 1 năm 1891) là một nhà buôn tranh người Hà Lan. Ông là em trai của Vincent Willem van Gogh và là ông cố của đạo diễn phim Theo van Gogh.
6 tháng sau cái chết của anh trai Vincent van Gogh, Theo bị động kinh và qua đời.

## Thời trẻ
Theodorus sinh ra tại làng Zundert,là con trai của Pastor Theodorus van Gogh và Anna Cornelia Carbentus.Anh trai ông,Vincent,đã thường xuyên hình thành mối quan hệ với ông kể từ năm 1872.Vài năm đầu,Vincent làm việc tại chi nhánh Hague cho công ty nghệ thuật Goupil & Cie (G&C), trong khi ngày 1 tháng 1 năm 1873,Theo làm kế toán cho chi nhánh Brussels của công ty này.Vào tháng 6,Vincent chuyển sang chi nhánh London,còn Theo thì làm ở Hague vào tháng 11 cùng năm.Nguyên đây là nghiệp bán tranh của người bác của họ,Vincent van Gogh,người mà sau đó đã trở thành đối tác của G&C ở Paris.

## Thời kì ở Pháp
Theo trở thành một nhà buôn tranh thành công và được chuyển đến trụ sở của G&C ở Paris.Bắt đầu từ mùa đông năm 1880-1881, ông đã gửi vật liệu vẽ cũng như hỗ trợ tài chính hàng tháng cho anh trai của ông,họa sĩ Vincent van Gogh, người đang sống lại ở Hà Lan.
Ở Paris, Theo gặp Andries Bonger và em gái của anh ta, Johanna Bonger, người mà ông đã kết hôn tại Amsterdam vào ngày 17 Tháng Tư năm 1889. Hai vợ chồng sống ở Paris, nơi vào ngày 31 Tháng 1 năm 1890, con trai của họ Vincent Willem được sinh ra. Ngày 08 tháng 6, gia đình đã đến thăm Vincent, lúc này đang sống gần Paris ở Auvers-sur-Oise.Với thị trường không tốt và được sự ủng hộ của Vincent, ông bắt đầu lập nghiệp cho riêng mình. Vincent mất ngày 29 tháng 7 năm 1890 ở tuổi 37, và Theo đã chết trong tháng 1 năm 1891 ở tuổi 33 vì mắc phải chứng mất trí paralytica, một loại bênh lây nhiễm của não. Theo mắc bệnh giang mai, và sức khỏe của ông giảm nhanh chóng sau khi Vincent chết. Yếu và không thể đi đến quen với sự vắng mặt của Vincent, ông qua đời sáu tháng sau, vào ngày 25 tháng Giêng, tại Den Dolder.
Chắt của Theodorus van Gogh, Theo van Gogh, là một đạo diễn phim nổi tiếng và gây tranh cãi, người đã bị sát hại trên đường phố Amsterdam vào năm 2004 bởi một kẻ cực đoan Hồi giáo sau khi thực hiện một bộ phim ngắn về đạo Hồi.

## Anh em
Theo ngưỡng mộ anh trai Vincent trong suốt cuộc đời của mình. Nhưng việc giao tiếp với Vincent rất khó khăn, ngay cả trước khi anh trai ông theo đuổi con đường nghệ thuật. Các thông tin liên lạc giữa cả hai anh em phải trải qua những đường truyền phức tạp, nhưng rõ ràng Theo vẫn là người tiếp tục viết thư. Vì vậy, phần lớn thư hồi đáp của Vincent tới nơi còn của Theo thì rất ít. Theo thường lo ngại về tình trạng tâm thần của Vincent và ông là một trong số ít những người hiểu anh trai của mình. Theo giúp Vincent duy trì lối sống nghệ sĩ của mình bằng cách cấp tiền cho anh trai ông. Ông cũng đã giúp Vincent duy trì cuộc đời nghệ sĩ thông qua hỗ trợ tinh thần vững chắc và tình thương của ông. Nội dung chính của những bức thư do Theo gửi cho Vincent và giao tiếp giữa hai anh em tràn ngập những lời khen ngợi và khuyến khích. Vincent luôn thích gửi bản phác thảo và ý tưởng về bức tranh của mình cho Theo  hơn bất kì ai khác vào thời đó, tất cả chỉ để nhận được sự thích thú và quan tâm háo hức của Theo.

### Nhà buôn tranh và họa sĩ
Dù Theo được biết đến chủ yếu vì là em trai của Vincent van Gogh và rằng một trong những vai trò chính trong đời sống Theo van Gogh là ảnh hưởng của ông tới sự nghiệp của Vincent, chính Theo cũng có nhiều đóng góp quan trọng trong cuộc đời của mình. Theo là một nhà buôn tranh và ảnh hưởng quan trọng của ông với thế giới nghệ thuật thường bị lu mờ vì mối quan hệ của ông với Vincent, nhưng Theo đóng một vai trò quan trọng trong việc giới thiệu nghệ thuật Hà Lan và Pháp đương đại tới công chúng.Theo là bậc thầy đem lại sự nổi tiếng cho các nghệ sĩ trường phái ấn tượng như Claude Monet và Edgar Degas bằng cách thuyết phục các ông chủ của mình, Goupil & Cie, triển lãm và mua các tác phẩm của họ. Theo có lẽ đã trình bày các bức tranh của Vincent,nhưng vốn chỉ là một người học việc trung thành của G&C,ông chưa bao giờ có khả năng bán một trong số chúng
Năm 1886, Theo mời Vincent đến và sống với mình ở Paris, và từ tháng 3 năm đó, họ chia sẻ một ngôi nhà ở Montmartre. Theo giới thiệu Vincent với Paul Gauguin, Paul Cézanne, Henri de Toulouse-Lautrec, Henri Rousseau, Camille Pissarro và Georges Seurat, và năm 1888, ông đã thuyết phục Gauguin cùng tham gia với Vincent, người đã chuyển tới Arles lúc đó.